# Комиссия башкирских дел
Комиссия башкирских дел (Башкирская комиссия, 1735—1742) — государственное учреждение в России, образованная правительством по указу императрицы Анны Иоанновны для организации мер по подавлению и наказанию башкир, участвовавших в восстаниях 1735—1740 гг.

## История
Комиссия создана 13 августа 1735 года и с этого года становится главным органом управления Башкирии. В её подчинении находились также Астраханская и Казанская губернии.
Начальниками были генерал-майор А. И. Румянцев (1735—1736), М. С. Хрущёв (1736—1737), Л. Я. Соймонов (1737—1742). Штаб-квартира располагалась в городе Мензелинск.
Башкирская и Оренбургская комиссии (штаб в г. Уфе) в чрезвычайной ситуации должны были выполнять роль коалиционного правительства. Кроме того комиссия выполняла административные, дипломатические, военные и экономико-политические функции.
В соответствии с Указами от 11 февраля 1736 года была осуществлена перепись русского населения края, также предпринимались попытки переписи башкир.
14 июля 1737 года на совместном совещании Башкирской комиссии и Оренбургской экспедиции было принято решение о реформе управления Башкортостаном. В частности, выборные старшины башкир заменялись на назначаемых уфимскими властями, был введён запрет на собрания (йыйыны). Также, запрещалось изготавливать оружие и кузнечное ремесло. Небашкирскому населению был введён запрет на продажу коренным жителям огнестрельного и другого вида оружия. Центром ясачных платежей и суда в Башкирии, помимо Уфы, стали Мензелинск, Красноуфимск, Оса и Чебаркульская крепость.
В 1737 году для обеспечения Оренбургской экспедиции провиантом и хлебными запасами Зауралья была образована Исетская провинция. После подавления восстаний, Башкирская комиссия руководила организацией и проведением массовых казней восставших башкир.
В 1742 году царская администрация принимает решение о прекращении работы Башкирской комиссии и передачи её функций Оренбургской комиссии.
По материалам архивов известно о деятельности следственной комиссии генерал-прокурора князя Н. Ю. Трубецкого, по расследованию чрезмерной жестокости генерала Л. Я. Соймонова при подавлении башкирского восстания 1737—1741 гг. и злоупотреблениях администрации Уфимской провинции, обер-комиссара П. Д. Аксакова и других дел.